# HS코드
HS코드(Harmonized System code;Harmonized Commodity Description and Coding System)는 대외 무역거래에서 거래 상품의 종류를 숫자 코드로 분류해 놓은 것으로, 1988년 국제협약에 의해 제정되었다. 기본적으로 6자리로 구성되며 대한민국에서는 세부 분류를 위해 4자리를 추가해서 사용하는 HSK를 사용하고 있다.

## 구성
HS코드는 국제적으로 6자리로 구성되며 대한민국에서 사용하는 HSK코드는 4자리가 추가된다. 6자리는 국제공통이며 어느 나라에 가도 동일하다. 6자리는 다시 2자리마다 각각 류(chapter), 호(heading), 소호(subheading)로 나뉜다. 예를 들어, 소고기 중 갈비의 HSK코드는 '0201.20.1000'이며, 이 중 '0201'은 소고기(신선육)를 나타내는 HS코드 2류 01호에 해당하며, 뒷자리 4자리는 세부 품목마다 달라진다.

## 품목 분류
| - 1부 - 01류 산동물 - 02류 육과 식용설육 - 03류 어패류 - 04류 낙농품·조란·천연꿀 - 05류 기타동물성생산품 - 2부 - 06류 산수목·꽃 - 07류 채소 - 08류 과실·견과류 - 09류 커피·차·향신료 - 10류 곡물 - 11류 곡물의 분과 조분 밀가루·전분 - 12류 채유용종자·인삼 - 13류 식물성엑스 - 14류 기타식물성생산품 - 3부 - 15류 동식물성유지 - 4부 - 16류 육·어류조제품 - 17류 당류·설탕과자 - 18류 코코아·초코렛 - 19류 곡물,곡분의 주제품과 빵류 - 20류 채소·과실의조제품 - 21류 기타의조제식료품 - 22류 음료,주류,식초 - 23류 조제사료 - 24류 담배 - 5부 - 25류 토석류·소금 - 26류 광,슬랙,회 - 27류 광물성연료,에너지 - 6부 - 28류 무기화합물 - 29류 유기화합물 - 30류 의료용품 - 31류 비료 - 32류 염료,안료,페인트잉크 - 33류 향료·화장품 - 34류 비누,계면활성제·왁스 - 35류 카세인·알부민·변성전분·효소 - 36류 화약류·성냥 - 37류 필름인화지,사진용재료 - 38류 각종화학공업생산품 - 7부 - 39류 플라스틱과그제품 - 40류 고무와그제품 - 8부 - 41류 원피·가죽 - 42류 가죽제품 - 43류 모피,모피제품 - 9부 - 44류 목재·목탄 - 45류 코르크·짚 - 46류 조물재료의제품 - 10부 - 47류 펄프 - 48류 지와 판지 - 49류 서적·신문인쇄물 | - 11부 - 50류 견·견사견직물 - 51류 양모·수모 - 52류 면·면사면직물 - 53류 마류의사와직물 - 54류 인조필라멘트섬유 - 55류 인조스테이플섬유 - 56류 워딩·부직포 - 57류 양탄자 - 58류 특수직물 - 59류 침투,도포한직물 - 60류 편물 - 61류 의류(편물제) - 62류 의류(편물제이외) - 63류 기타섬유제품·넝마 - 12부 - 64류 신발류 - 65류 모자류 - 66류 우산·지팡이 - 67류 조제우모·인조제품 - 13부 - 68류 석,시멘트,석면제품 - 69류 도자제품 - 70류 유리 - 14부 - 71류 귀석,반귀석,귀금속 - 15부 - 72류 철강 - 73류 철강제품 - 74류 동과 그제품 - 75류 니켈과 그제품 - 76류 알루미늄과 그제품 - 78류 연과그제품 - 79류 아연과 그제품 - 80류 주석과 그제품 - 81류 기타의 비금속 - 82류 비금속제 공구,스푼·포크 - 83류 각종비금속제품 - 16부 - 84류 보일러·기계류 - 85류 전기기기·TV·VTR - 17부 - 86류 철도차량 - 87류 일반차량 - 88류 항공기 - 89류 선박 - 18부 - 90류 광학·의료·측정·검사·정밀기기 - 91류 시계 - 92류 악기 - 19부 - 93류 무기 - 20부 - 94류 가구류·조명기구 - 95류 완구·운동용구 - 96류 잡품 - 21부 - 97류 예술품·골동품 |

## 같이 보기
- UNSPSC
- 세계 관세 기구